# Galassia di campo
Per galassia di campo si intende una galassia gravitazionalmente isolata che non appartiene ad un gruppo né ad un ammasso di galassie. La maggior parte delle galassie a bassa luminosità superficiale sono galassie di campo.

## Lista delle galassie di campo
Questa è una lista parziale di galassie di campo del vicino universo.
| Galassia      | Tipo          | Dimensioni (Migliaia a.l.) | Costellazione      | RA              | DEC             | Distanza (Milioni a.l.) | Note                          | Immagine |
| ------------- | ------------- | -------------------------- | ------------------ | --------------- | --------------- | ----------------------- | ----------------------------- | -------- |
| Andromeda IV  | dIrr          | 6                          | Andromeda          | 00h 42m 32.3s   | +40° 34′ 19″    | 22                      | [ 2 ]                         |          |
| IC 5152       | IA(s)m        | 8,3                        | Indiano            | 22h 02m 41.5s   | -51° 17′ 47″    | 5,8                     | [ 3 ]                         |          |
| MCG+07-33-027 | Sa            | 104                        | Ercole             | 16h 02m 16.6s   | +42° 55′ 01″    | 338                     | [ 4 ]                         |          |
| NGC 16        | SAB0-         | 75                         | Pegaso             | 00h 09m 04.3s   | +27° 43′ 45″    | 123                     | [ 5 ] [ 6 ]                   |          |
| NGC 404       | SA(s)0        |                            | Andromeda          | 01h 09m 27.0s   | +35° 43′ 04″    | 11,2                    | detta "Il fantasma di Mirach" |          |
| NGC 1182      | Sa            | 40                         | Eridano            | 03h 03m 28.4s   | -09° 40′ 13″    | 140                     |                               |          |
| NGC 1208      | S0/a          | 110                        | Eridano            | 03h 06m 11.9s   | -09° 32′ 29″    | 185                     | [ 8 ]                         |          |
| NGC 1313      | SB(s)d        |                            | Reticolo           | 03h 18m 15.4s   | -66° 29′ 50″    | 12,89                   | detta "Galassia Sotto-Sopra"  |          |
| NGC 2188      | Sm            |                            | Colomba            | 06h 10m 09.7s   | -34° 06′ 50″    | 27,5                    | [ 1 ]                         |          |
| NGC 2503      | SAB(rs)bc     |                            | Cancro             | 08h 00m 36.7s   | +22° 24′ 00″    | 254                     |                               |          |
| NGC 2683      | Sc            |                            | Lince              | 08h 52m 41.3s   | +33° 25′ 18″    | 32,9                    | detta "Galassia UFO"          |          |
| NGC 2903      | SBbc          |                            | Leone              | 09h 32m 10.1s   | +21° 30′ 03″    | 30,6                    | [ 1 ]                         |          |
| NGC 3115      | S0            |                            | Sestante           | 10h 05m 14.0s   | -7° 43′ 07″     | 31,6                    | detta "Galassia Fuso"         |          |
| NGC 3621      | SA(s)d        |                            | Idra               | 11h 18m 16.5s   | –32° 48′ 51″    | 21,7                    | [ 1 ]                         |          |
| NGC 4136      | SABc          |                            | Chioma di Berenice | 12h 09m 17.7s   | +29° 55′ 39″    | 40,9                    | [ 1 ]                         |          |
| NGC 4555      | E             | 125                        | Chioma di Berenice | 12h 35m 41.2s   | +26° 31′ 23″    | 310                     |                               |          |
| NGC 4605      | SB(s)c        |                            | Orsa Maggiore      | 12h 39m 59.4s   | +61° 36′ 33″    | 15,3                    | [ 1 ]                         |          |
| NGC 5068      | SAB(rs)cd     |                            | Vergine            | 13h 18m 54.8s   | -21° 02′ 21″    | 19,8                    | [ 1 ] [ 10 ]                  |          |
| NGC 6503      | SA(s)cd LINER | 30                         | Dragone            | 17h 49m 26.514s | +70° 08′ 39.63″ | 18,5                    | detta "Lost-In-Space galaxy"  |          |
| UGC 9240      | IAm           | 15                         | Boote              | 14h 24m 43.4s   | +44° 31′ 32″    | 9,7                     |                               |          |